# ساندرو شيرر
ساندرو شيرر (مواليد 5 يونيو 1988) هو حكم كرة قدم مُحترف سويسري. أصبح حكماً دولياً معتمداً من الفيفا مُنذ عام 2015.